# 1390-ті до н. е.

## Правителі
- Єгипет: фараони Тутмос IV та Аменхотеп III
- Мітанні: цар Шуттарна II;
- Ассирія: царі Ашшур-надін-аххе II та Еріба-Адад I.